# Gabriella Paruzzi
Gabriella Paruzzi (Údine, 21 de junio de 1969) es una deportista italiana que compitió en esquí de fondo.
Participó en cinco Juegos Olímpicos de Invierno, obteniendo en total cinco medallas, bronce en Albertville 1992, en la prueba de relevo (junto con Bice Vanzetta, Manuela Di Centa y Stefania Belmondo); bronce en Lillehammer 1994, en el relevo (con Bice Vanzetta, Manuela Di Centa y Stefania Belmondo); bronce en Nagano 1998, en el relevo (con Karin Moroder, Manuela Di Centa y Stefania Belmondo); oro en Salt Lake City 2002, en los 30 km, y bronce en Turín 2006, en el relevo (junto con Arianna Follis, Antonella Confortola y Sabina Valbusa).
Ganó cinco medallas en el Campeonato Mundial de Esquí Nórdico entre los años 1991 y 2005.

## Palmarés internacional
| Juegos Olímpicos   | Juegos Olímpicos                | Juegos Olímpicos  | Juegos Olímpicos |
| Año                | Lugar                           | Medalla           | Prueba           |
| ------------------ | ------------------------------- | ----------------- | ---------------- |
| 1992               | Albertville (Francia)           | Medalla de bronce | Relevo 4 × 5 km  |
| 1994               | Lillehammer (Noruega)           | Medalla de bronce | Relevo 4 × 5 km  |
| 1998               | Nagano (Japón)                  | Medalla de bronce | Relevo 4 × 5 km  |
| 2002               | Salt Lake City (Estados Unidos) | Medalla de oro    | 30 km            |
| 2006               | Turín (Italia)                  | Medalla de bronce | Relevo 4 × 5 km  |
| Campeonato Mundial |                                 |                   |                  |
| Año                | Lugar                           | Medalla           | Prueba           |
| 1991               | Val di Fiemme (Italia)          | Medalla de plata  | Relevo 4 × 5 km  |
| 1993               | Falun (Suecia)                  | Medalla de plata  | Relevo 4 × 5 km  |
| 1999               | Ramsau (Austria)                | Medalla de plata  | Relevo 4 × 5 km  |
| 2001               | Lahti (Finlandia)               | Medalla de bronce | Relevo 4 × 5 km  |
| 2005               | Oberstdorf (Alemania)           | Medalla de bronce | Relevo 4 × 5 km  |